# Sterk Meppel
Sterk Meppel (SteM) is een politieke vereniging en lokale politieke partij in de gemeente Meppel, provincie Drenthe. SteM werd in 1994 de grootste partij van Meppel en is dat sindsdien gebleven. Na de verkiezingen van 2022 is SteM met zeven zetels in de gemeenteraad vertegenwoordigd. De vereniging is niet gebonden aan landelijke politieke partijen of organisaties. Lijsttrekker bij de verkiezingen van maart 2022 was Eduard Annen.

## Ontstaan
Het begon in 1976 met de actiegroep Grachtwacht. Deze actiegroep streed voor het behoud van de resterende grachten in Meppel onder het motto 'Grachten dicht, geen gezicht’. In 1978 leidde dat tot de oprichting van de politieke vereniging Stadswacht die met twee zetels als vijfde partij in de gemeenteraad van Meppel kwam. In 1980 werd uiteindelijk definitief besloten om de grachten open te houden. Sinds 1994 is Sterk Meppel de grootste partij in de gemeenteraad. Na de gemeentelijke herindeling van 1998 vormden Meppel, Nijeveen, Rogat, Schiphorst en Broekhuizen één gemeente. Stadswacht en Gemeentebelangen Nijeveen gingen samen onder de naam Stadswacht/Gemeentebelangen. Een naam die na de formele fusie in 2000 veranderde in Sterk Meppel, afgekort SteM.

## Collegedeelname
In 1986 maakte de partij voor het eerst deel uit van het college van B & W. Sinds die tijd was Sterk Meppel afwisselend wel en niet vertegenwoordigd met een wethouder. In 1986 was Johan de Vries (kort) wethouder, in 1990 en 1998 Herman Jansen, in 2006 Egbert van Dijk en in 2010 Myriam Jansen. Sinds de verkiezingen van 2018 maakt SteM weer deel uit van het college. Van 2018 tot 2022 met wethouder Jaap van der Haar die na de gemeenteraadverkiezingen opgevolgd werd door Klaas de Vries.

## Raadsleden
De samenstelling van de fractie vanaf maart 2022:
1. Eduard Annen (fractievoorzitter)
2. Elisabeth Bakkenes
3. Madelinde Bakkenes
4. Gaby Geertsma
5. Pierre van Leeuwen
6. Robbert van Leeuwen
7. Martijn Wieringa

## Partijblad
Eens per jaar verspreidt de vereniging huis-aan-huis 'De Stadswachter'. Door middel van dit blad worden inwoners van de gemeente Meppel geïnformeerd over actuele onderwerpen uit de gemeentepolitiek. Tien keer per jaar verschijnt er voor belangstellenden tevens een nieuwsbrief met actuele politieke informatie.

## Programma
Programmapunten van de partij zijn onder meer groenonderhoud, historisch erfgoed en veiligheid.

## Trivia
- Herman Jansen, oud-leider en wethouder voor Stadswacht / Sterk Meppel, was ook voorzitter van de Vereniging voor Plaatselijke Politieke Groeperingen.
- Johan de Vries, in 1986 de eerste wethouder van de toenmalige Stadswacht, werd na enkele maanden naar huis gestuurd door de coalitiepartijen omdat het bestuur van de vereniging een bezwaarschrift indiende tegen de ontwikkeling van een natuurterrein. Dat was destijds te dualistisch.